# Barnard 68
Barnard 68 ist eine Dunkelwolke beziehungsweise Bok-Globule. Sie liegt in dem südlichen Sternbild Schlangenträger und ist etwa 500 Lichtjahre entfernt. Das Innere der Wolke ist sehr kalt, die Temperatur liegt bei rund 9 Kelvin (−264 °C). Die Gesamtmasse entspricht etwa der doppelten Sonnenmasse, wobei die Wolke eine Ausdehnung von einem halben Lichtjahr hat.
Die Katalogbezeichnung der Dunkelwolke geht darauf zurück, dass der Astronom Edward Emerson Barnard sie 1919 in seinen 1927 publizierten, 350 Objekte umfassenden Katalog von Dunkelnebeln aufnahm.